# 핼리팩스 허리케인즈
핼리팩스 허리케인즈(Halifax Hurricanes)는 노바스코샤주 핼리팩스를 연고지로 하는 NBL 캐나다 애틀랜틱 디비전 소속 프로 농구 팀이다.

## 역대 홈경기장
| 핼리팩스 허리케인즈 |             |                       |      |
| 경기장              | 사용기간    | 장소                  | 비고 |
| 스코샤 뱅크 센터    | 2015년~현재 | 노바스코샤주 핼리팩스 | 빈칸 |

## 참조
1. ↑  시즌의 뒷 해로 표기. 2006-2007 시즌의 경우 2007로 표기.